# Christian Louis de Montmorency-Luxembourg
Christian-Louis de Montmorency-Luxembourg, prince de Tingry, est un maréchal de France né le 9 février 1675 à Paris et mort dans la même ville le 23 novembre 1746.

## Biographie

### Origines familiales
Christian-Louis de Montmorency-Luxembourg est né le 9 février 1675 à Paris, il est le cinquième et dernier enfant de François-Henri de Montmorency-Luxembourg et de Madeleine-Charlotte-Bonne-Thérèse de Clermont-Tonnerre, duchesse de Piney. 
Il est issu de la prestigieuse maison de Montmorency. Son père est lui aussi maréchal de France. Christian-Louis de Montmorency-Luxembourg a trois frères aînés et une sœur : Charles-Frédéric (1662-1726), militaire ; Pierre-Henri (1663-1700), abbé ; Paul (1664-1731) ; et Angélique (1666-1736), qui épouse Louis-Henri de Bourbon-Soissons.

### Carrière militaire
Le chevalier de Luxembourg fait ses premières armes avec son père et sert comme capitaine au régiment Royal. Il est remarqué aux batailles de Steinkerque et de Neerwinden. En 1693, alors qu'il a à peine à dix-huit ans, il devient colonel du régiment de Provence, puis de celui de Piémont. Il fait les campagnes de Flandre jusqu'à la paix de Ryswick.
La guerre de Succession d'Espagne l'amène à l'armée d'Italie, puis à celle de Flandre. En 1708, à Audenarde, il charge quinze fois à la tête de ses troupes. Le 28 septembre 1708, partant de Douai avec deux mille cavaliers, il réussit à faire entrer des poudres dans Lille assiégée, défendue par le maréchal de Boufflers. Après la reddition de la ville, il s'enferme dans la citadelle avec Boufflers et réussit une brillante sortie. Cette action lui vaut d'être promu lieutenant-général. En récompense de ses divers services, il a reçu la lieutenance générale de la Flandre française.
Il obtient le gouvernement de Valenciennes en 1711. Il est à Malpaquet, à la tête de l'arrière-garde, puis participe aux prises de Douai, Le Quesnoy et Bouchain qui suivent la victoire de Denain de 1712. Entre 1722 et 1723, il fait construire l'hôtel de Matignon, un hôtel particulier à Paris, mais les travaux s'étant révélés plus coûteux que prévu, il dut vendre l'hôtel en voie d'achèvement à Jacques de Goyon. En 1729, le roi lui confie le gouvernement du pays nantais. Il est fait chevalier des ordres du roi le 2 février 1731.
En Allemagne pendant la guerre de Succession de Pologne, on le trouve aux sièges de Kehl et de Philippsbourg ; il force ensuite les lignes d'Ettlingen. Ses services le font élever à la dignité de maréchal de France le 14 juin 1734. Il prend dès lors le titre de maréchal de Montmorency et ne sert plus aux armées. Il meurt à Paris le 23 novembre 1746 à l'âge de soixante et onze ans.

### Mariage et descendance
Le 7 septembre 1711, il épouse Madeleine de Harlay (1694-1749), fille d'Achille IV de Harlay (1668-1717), avocat général au parlement de Paris et Louise Renée de Louët (vers 1672-1749), et future héritière du comté de Beaumont) et du marquisat de Bréval. Ils ont six enfants:
- Charles-François-Christian de Montmorency-Luxembourg (1713-1787), duc de Beaumont, prince de Tingry, capitaine des gardes du corps du roi, marié 1° 1730 à Anne-Sabine Olivier de Senozan, † 1741 ; 2° 1752 sans postérité à Louise-Madeleine de Faÿ de La Tour-Maubourg, née en 1732 et † 1754 ; et 3° en 1765 à Éléonore-Joséphine-Pulchérie des Laurents de Saint-Alexandre (1745-1829). Dont postérité : du 3°, la suite des ducs de Beaumont, princes de Tingry ; et du 1°, Louise-Françoise-Pauline, x 1753 Anne-François duc héritier de Piney et de Montmorency-Beaufort ;
- Éléonore de Montmorency-Luxembourg (1715-1755), mariée à Louis-Léon Potier (1695-1774), dont postérité ;
- Marie-Louise de Montmorency-Luxembourg (1716-1764), mariée à Louis-Ferdinand de Croÿ (1713-1761), dont postérité;
- Joseph-Maurice-Annibal de Montmorency-Luxembourg (1717-1762), comte de Luxe, marié à Françoise-Thérèse Le Peletier de Rosanbo (1722-1750), dont postérité ;
- Sigismond de Montmorency-Luxembourg (1719) ;
- Achille de Montmorency-Luxembourg (1723-1725).

## Titres
- Chevalier de Luxembourg (1675-1695)
- Prince de Tingry (1711)
- Comte de Luxe (1695)
- Comte de Beaumont (1717)
- Marquis de Bréval

## Armoiries
D'or à la croix de gueules cantonnée de seize alérions d'azur ordonnés 2 et 2, sur le tout d'argent au lion de gueules armé, lampassé et couronné d'or.

## Sources
- David Bailie Warden, Nicolas Viton de Saint-Allais, Jean-Baptiste de Courcelles, Joseph Fortia d'Urban, L'art de vérifier les dates, vol. 34, Moreau, imprimeur, 1828 (présentation en ligne).